# Карл Коппенвалльнер
Карл Коппенвалльнер (нім. Karl Koppenwallner; 19 листопада 1905, Пфарркірхен — 6 жовтня 1988, Регенсбург) — німецький офіцер, оберст вермахту. Кавалер Лицарського хреста Залізного хреста.

## Біографія
З 26 серпня 1939 року — командир 1-ї роти, з 20 лютого 1940 року — протитанкової роти, з 26 жовтня 1940 року — 3-го батальйону 186-го піхотного полку, з 2 листопада 1942 року — 186-го, з 15 грудня 1942 року — 97-го гренадерського полку. 24 вересня 1944 року відправлений в резерв ОКГ і 19 жовтня направлений на курс командира дивізії. З 16 грудня 1944 року — командир 353-ї піхотної дивізії.

## Звання
- Фельдфебель резерву (1 червня 1935)
- Лейтенант резерву (1 квітня 1936)
- Оберлейтенант (1 квітня 1937)
- Гауптман (1 березня 1939)
- Майор (1 квітня 1942)
- Оберстлейтенант (1 лютого 1943)
- Оберст (1 серпня 1943)

## Нагороди
- Медаль «За вислугу років у Вермахті» 4-го класу (4 роки)
- Медаль «У пам'ять 13 березня 1938 року» (17 лютого 1939)
- Медаль «У пам'ять 1 жовтня 1938 року»
- Залізний хрест
  - 2-го класу (22 грудня 1939)
  - 1-го класу (29 червня 1940)
- Медаль «За Атлантичний вал» (25 червня 1940)
- Штурмовий піхотний знак в сріблі (20 серпня 1941)
- Орден «За хоробрість» 4-го ступеня, 1-й клас (Третє Болгарське царство; 19 грудня 1941)
- Німецький хрест в золоті (28 лютого 1942)
- Медаль «За зимову кампанію на Сході 1941/42» (20 липня 1942)
- Нагрудний знак «За поранення» в чорному (22 липня 1942)
- Кримський щит (30 жовтня 1942)
- Лицарський хрест Залізного хреста (1 січня 1944)